# Lilla Stråksjö
Lilla Stråksjö är en sjö i Varbergs kommun i Västergötland och ingår i Ätrans huvudavrinningsområde. Sjön är 6 meter djup, har en yta på 0,04 kvadratkilometer och är belägen 117,1 meter över havet.